# 大券
大券（英 global certificate, global note）とは、複数の投資家に対して証券を発行する際に、一定の単位ごとに権利を表章する証券を作成するのではなく、全投資家の権利を表章する1枚の証券のみを作成する場合における当該証券をいう。
証券取引を保管振替制度を通じて行う場合に、証券を作成する事務コストを省くために用いられる。この場合には、権利者は形式的にはその保有者たる保管振替機関となり、投資家は当該保管振替機関に対する受益権を有することになる。投資家の要求によって一定の単位ごとの通常の証券（definitive certificate, definitive note）に転換されるものとされていることも多い。
日本の有価証券法において大券制度が利用可能かは必ずしも明らかではないが、日本法のように有価証券のペーパーレス化がなされている場合には、前提となる保管振替制度そのものが不要であり、したがって大券化の必要性がない。
過渡期はこうであった。バークレイズが主幹事となって1986年2月に発行された7億5000万ドルの当座大券は、一度ユーロクリアとセデルに預けられ、遅くとも90日以内に小口証券へ分割されて流通した。